# Остров Сладкий
Остров Сладкий — деревня в Белозерском районе Вологодской области.
Входит в состав Артюшинского сельского поселения, с точки зрения административно-территориального деления — в Артюшинский сельсовет.
Расположена на Сладком острове в Новозере. Расстояние по автодороге до районного центра Белозерска — 48 км, до центра муниципального образования села Артюшино — 8 км. Ближайшие населённые пункты — Анашкино, Карл Либкнехт, Рожаево.
Сладкий остров связан деревянными автомобильными мостами с берегом (деревня Анашкино) и Огненным островом.
По переписи 2002 года население — 121 человек (60 мужчин, 61 женщина). Преобладающая национальность — русские (88 %).